# Saropogon semirubra
Saropogon semirubra är en tvåvingeart som beskrevs av Meijere 1914. Saropogon semirubra ingår i släktet Saropogon och familjen rovflugor. Inga underarter finns listade i Catalogue of Life.